# コルネリア・ボウマン
コルネリア・ボウマン（Kornelia Bouman, 1903年11月23日 - 1998年11月17日）は、オランダ・アルメロ出身の女子テニス選手。1927年の全仏選手権女子シングルス優勝者で、オランダ人のテニス選手として最初の4大大会優勝者になった選手である。オランダでは Kea Bouman （キー・ボウマン）と呼ばれることが多い。

## 来歴
コルネリア・ボウマンは1924年パリ五輪の混合ダブルス部門で、ヘンドリク・ティマー（1904年 - 1998年）とペアを組んで銅メダルを獲得した。同大会の女子シングルスでは、ボウマンは3回戦でノルウェーのモーラ・マロリーに 7-9, 0-6 で敗れている。それから3年後、1927年の全仏選手権女子シングルス決勝戦で、ボウマンは南アフリカのアイリーン・ピーコックを 6-2, 6-4 のストレートで破って優勝した。全仏選手権は、2年前の1925年に国際大会となり、フランス人以外の選手にも出場資格が与えられて間もない時期だった。1925年と1926年の女子シングルスはフランスのスザンヌ・ランランが優勝したため、ボウマンは同選手権で最初の「フランス人選手以外のシングルス優勝者」に輝いた。それから2年後の1929年、ボウマンはスペインのリリ・デ・アルバレス（1905年 - 1998年）とペアを組み、全仏選手権の女子ダブルスでも優勝を飾った。ボウマンの1927年全仏選手権優勝は、今なおオランダ人の女子テニス選手による唯一の4大大会シングルス優勝記録である。ボウマンはテニスのみならず、ゴルフでもオランダ国内女子チャンピオンになり、ホッケーでもナショナルチームの一員としてプレーした。
ボウマンの全仏優勝からちょうど50年後、1977年のウィンブルドンでベティ・ストーブが女子シングルス決勝に進出したが、準優勝で止まった。1996年のウィンブルドン男子シングルスでリカルト・クライチェクが初優勝を遂げ、オランダ人の男子テニス選手として最初の4大大会シングルス優勝者になった。1998年11月17日、“キー・ボウマン”ことコルネリア・ボウマンは、95歳の誕生日を迎える6日前に亡くなった。その4日前の11月13日には1924年パリ五輪混合ダブルスのパートナーだったヘンドリク・ティマーもこの世を去ている。